# Списак епизода серије Манк
Манк је америчка криминалистичка серија са елементима комедије. Аутор серије је Енди Брекман, а главну улогу тумачи Тони Шалуб. 
Серија је премијерно приказана 12. јула 2002. на ТВ станици USA Network. Веома је добро примљена код публике и сматра се једним од разлога повећања популарности USA Networkа. Њена осма (уједно и последња) сезона завршила је 4. децембра 2009.
Серија Манк броји 8 сезона и 125 епизоде.

## Преглед
| Сезона | Сезона | Eпизоде | Емитовање       | Емитовање         |
| Сезона | Сезона | Eпизоде | Прво            | Последње          |
| ------ | ------ | ------- | --------------- | ----------------- |
|        | 1      | 13      | 12. јул 2002.   | 18. октобар 2002. |
|        | 2      | 16      | 20. јун 2003    | 5. март 2004.     |
|        | 3      | 16      | 18. јун 2004.   | 4. март 2005.Лого |
|        | 4      | 16      | 8. јул 2005.    | 17. март 2006.    |
|        | 5      | 16      | 7. јул 2006.    | 2. март 2007.     |
|        | 6      | 16      | 13. јул 2007.   | 22. фебруар 2008. |
|        | 7      | 16      | 18. јул 2008.   | 20. фебруар 2009. |
|        | 8      | 16      | 7. август 2007. | 4. децембар 2009. |